# Dieppe (Seine-Maritime)
Dieppe (Normandisch: Dgieppe) is een stad en gemeente het Franse departement Seine-Maritime (regio Normandië). De gemeente telde 28.599 inwoners op 1 januari 2022. Dieppe is de onderprefectuur van het arrondissement Dieppe en de centrumstad van de Communauté d'agglomération Dieppe-Maritime, een gemeentelijk samenwerkingsverband van 16 gemeenten. Dieppe ligt aan de monding van de Arques in het Kanaal.

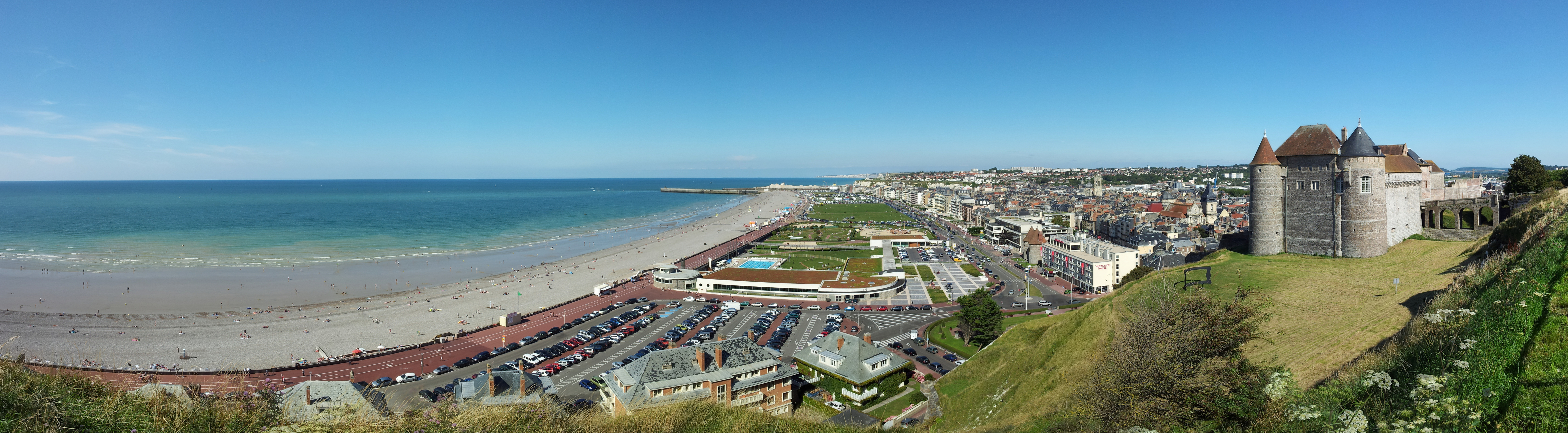
Dieppe

## Geschiedenis
De naam zou ontstaan zijn rond het jaar 1000 toen de rivier die daar in het Kanaal uitmondde door de Vikingen de Diepe genoemd werd, wegens haar diepte. Dieppe had al in de late middeleeuwen een belangrijke handelshaven. De stad werd lange tijd betwist tussen de Franse en de Engelse koningen en werd in 1443 definitief Frans. Koning Lodewijk XI moedigde de kaapvaart en ontdekkingsreizen aan. In de 16e eeuw bereikte de haven van Dieppe een hoogtepunt. Rijke reders als Jehan Ango rustten schepen uit die handel dreven met Noord-Amerika, de Antillen, Brazilië en Afrika. Ook sponsorden ze kapers die Spaanse en Portugese schepen aanvielen. Onder de handelsgoederen die toekwamen in de haven was er ivoor, dat door ambachtslui in Dieppe werd bewerkt. In Dieppe was er een school voor cartografie. Dieppe was een bolwerk van protestanten en de Hugenotenoorlogen brachten de bloei van de haven tijdelijk tot stilstand.
In de 17e eeuw bleef de handel met Amerika belangrijk. Vanuit Dieppe vertrokken Franse kolonisten naar Nieuw-Frankrijk (Canada); onder hen waren veel hugenoten nadat de tijdelijke godsdienstvrijheid meer en meer werd beperkt. Vanuit Noord-Amerika werd er bont ingevoerd. Ook bleven kapers actief vanuit de haven van Dieppe. Tijdens de Negenjarige Oorlog werd Dieppe op 23 juli 1694 aangevallen door een Engels-Nederlands eskader onder leiding van admiraal lord John Berkeley of Stratton en de luitenant-admiraal Philips van Almonde. Tijdens het 36 uur durende bombardement van zes oorlogsschepen en negen galjoten raakten de haven en stad zwaar beschadigd. Het duurde twintig jaar voor de stad herstelde van deze klap. Op bevel van koning Lodewijk XIV werd de stad weer opgebouwd en versterkt.
In 1763 viel de handel met Noord-Amerika weg nadat Frankrijk Nieuw-Frankrijk moest afstaan aan Groot-Brittannië. Dieppe bleef wel een belangrijke vissershaven.
Dieppe was een van de eerste gemeenten in Frankrijk waar het kusttoerisme zich ontwikkelde en was een tijdlang de belangrijkste toeristische kustplaats.
Op 19 augustus 1942 vond hier de aanval op Dieppe plaats, een landing van de geallieerden die desastreus afliep.
Dieppe is de belangrijkste Franse stad voor het vissen op de sint-jakobsschelp. Het is ook een plezierhaven, en een commerciële haven voor het transport over het Kanaal. Tot aan het eind van de jaren zeventig was Dieppe de belangrijkste haven voor de import van bananen in Frankrijk. In 1938 was het de belangrijkste aanvoerhaven met 54.000 ton bananen en in 1949 kwam 50% van alle  bananen via Dieppe het land binnen. Vanaf begin jaren tachtig werden de schepen te groot en konden de haven niet meer bereiken.
In 1979 werd buurgemeente Neuville-lès-Dieppe, op de rechteroever van de Arques, bij de gemeente Dieppe gevoegd.

## Geografie
De oppervlakte van Dieppe bedroeg op 1 januari 2022 11,67 vierkante kilometer; de bevolkingsdichtheid was toen 2.450,6 inwoners per km².
De onderstaande kaart toont de ligging van Dieppe met de belangrijkste infrastructuur en aangrenzende gemeenten. In het westen van de gemeente ligt Neuville-lès-Dieppe, met het gehucht Puys.

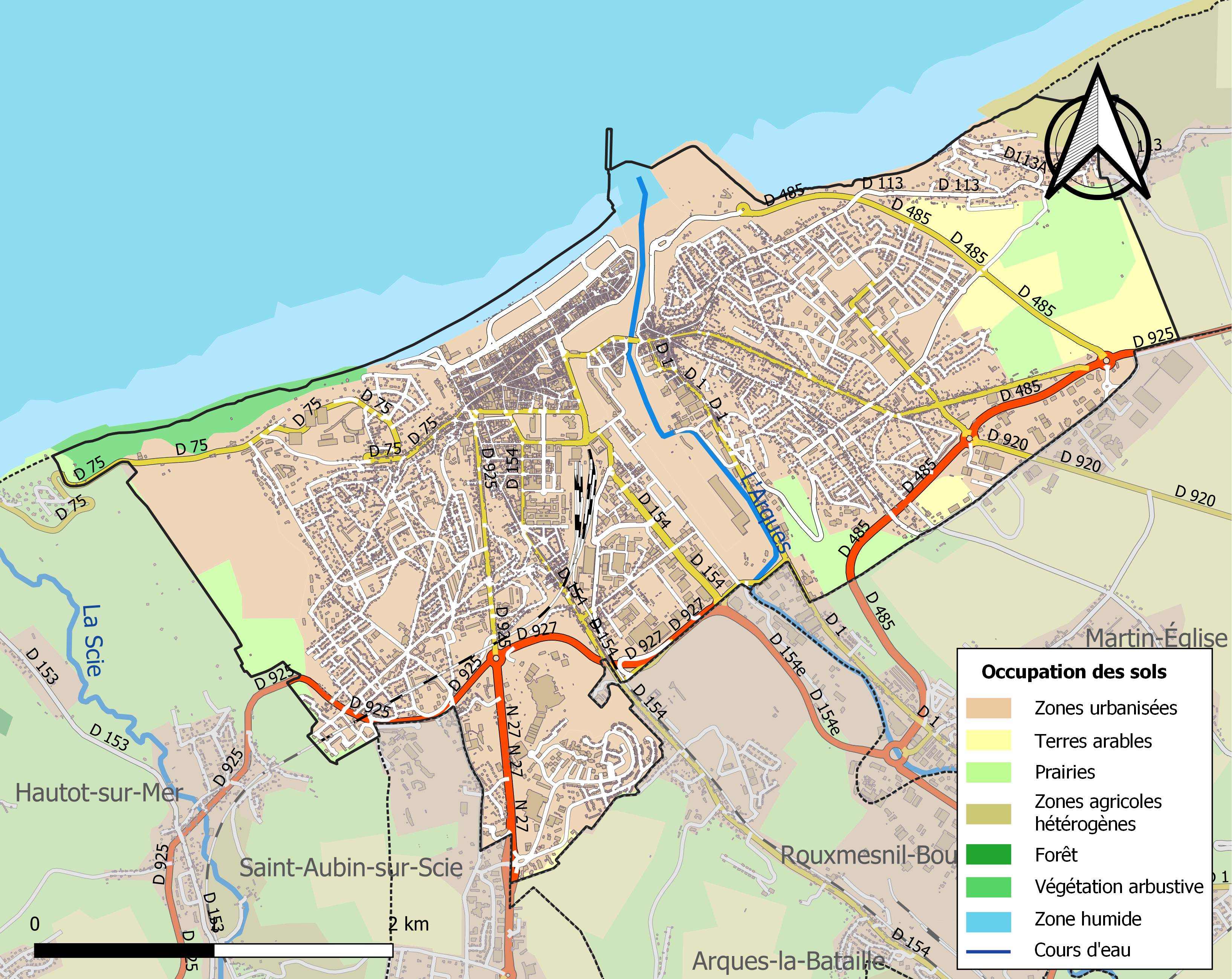

## Demografie
Onderstaande figuur toont het verloop van het inwonertal (bron: INSEE-tellingen).

## Transport
In de gemeente ligt spoorwegstation Dieppe. Vanuit Dieppe varen dagelijks ferry's naar het Britse Newhaven.
Bij de stad ligt de kleine luchthaven Aérodrome de Dieppe-Saint-Aubin.

## Bezienswaardigheden
- Het oude kasteel van Dieppe werd volledig herbouwd in de 15e eeuw. In het kasteel is een museum gevestigd.
- De église Saint-Jacques werd begonnen in 1195 en had bouwfasen in de 14e, 15e en 16e eeuw. De kerktoren is 41 meter hoog.
- De église Saint-Rémy werd gebouwd in de 16e en 17e eeuw. De centrale toren werd gebouwd in de 18e eeuw.
- De Cité de la Mer

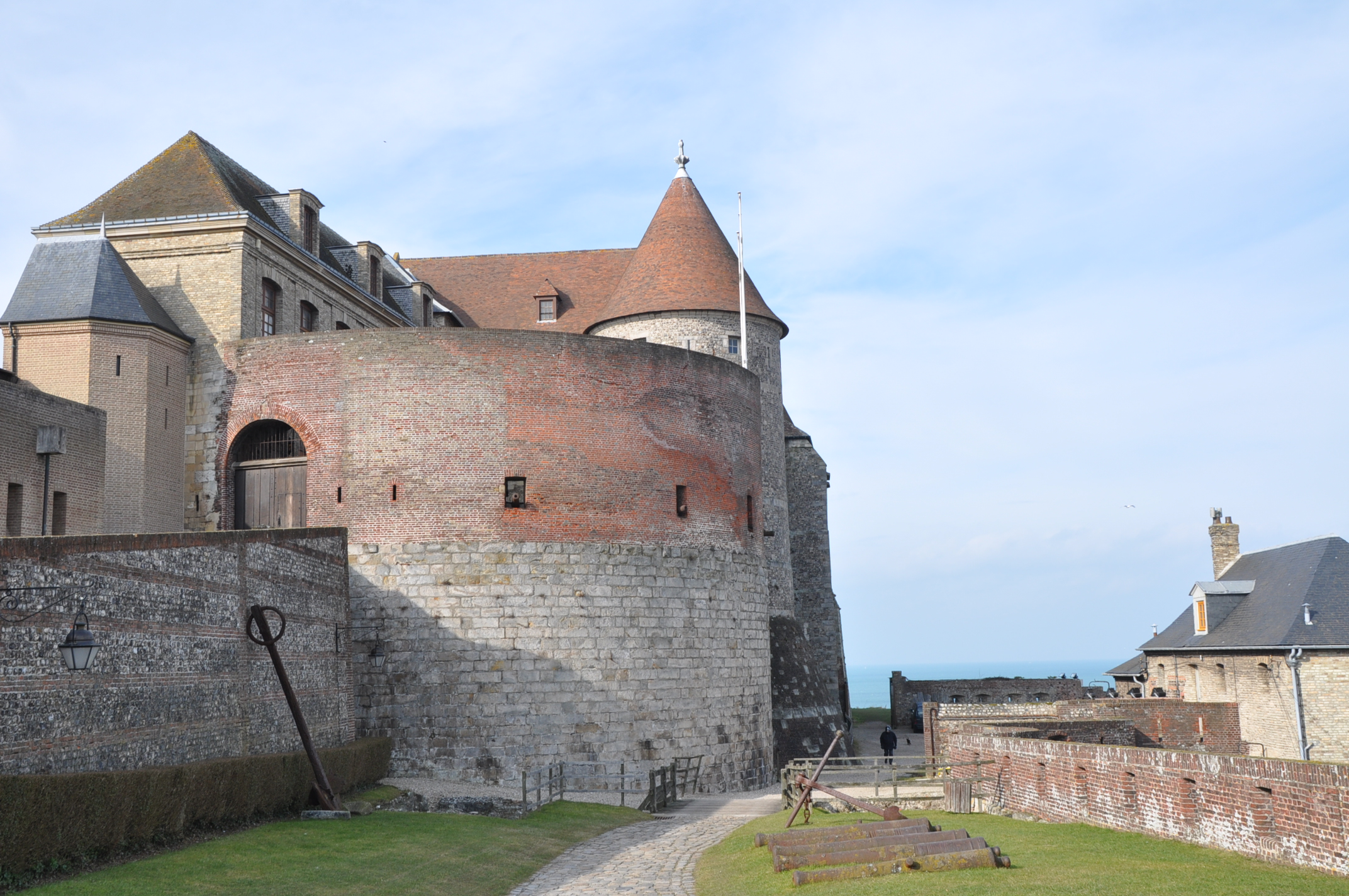
Kasteel van Dieppe
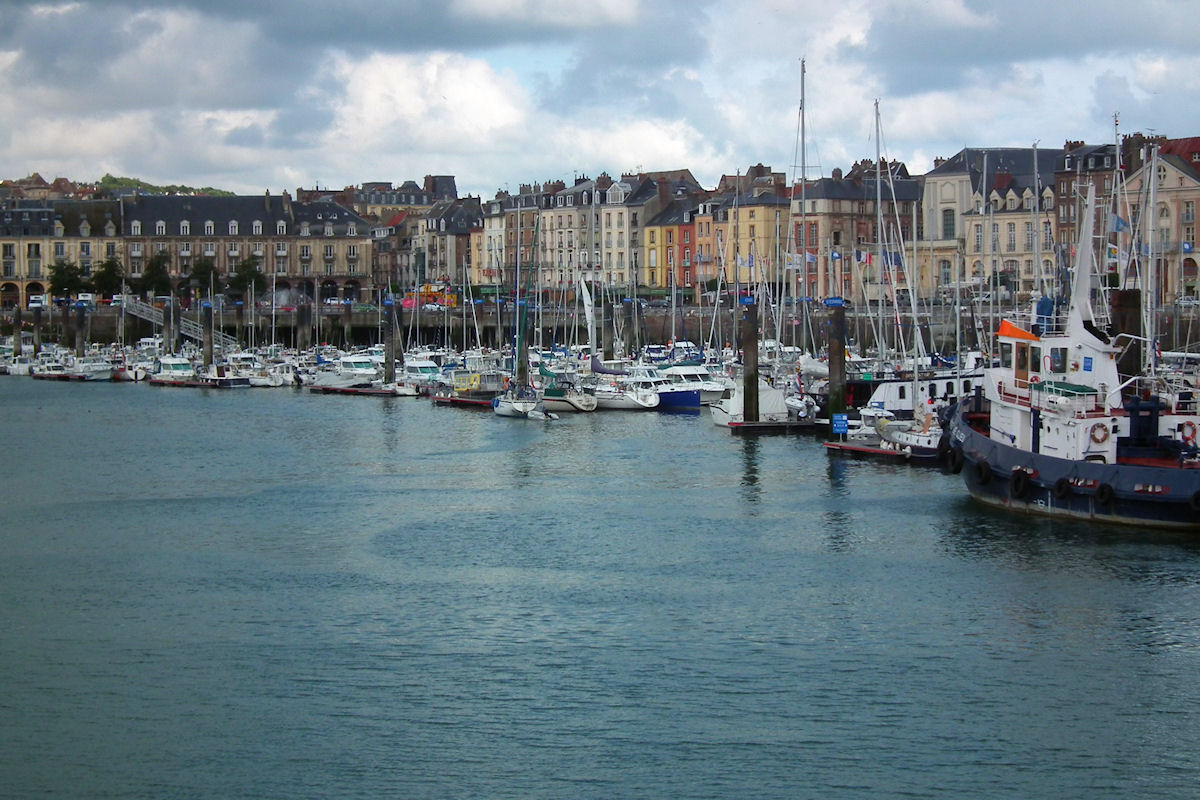
Een van de vier havens
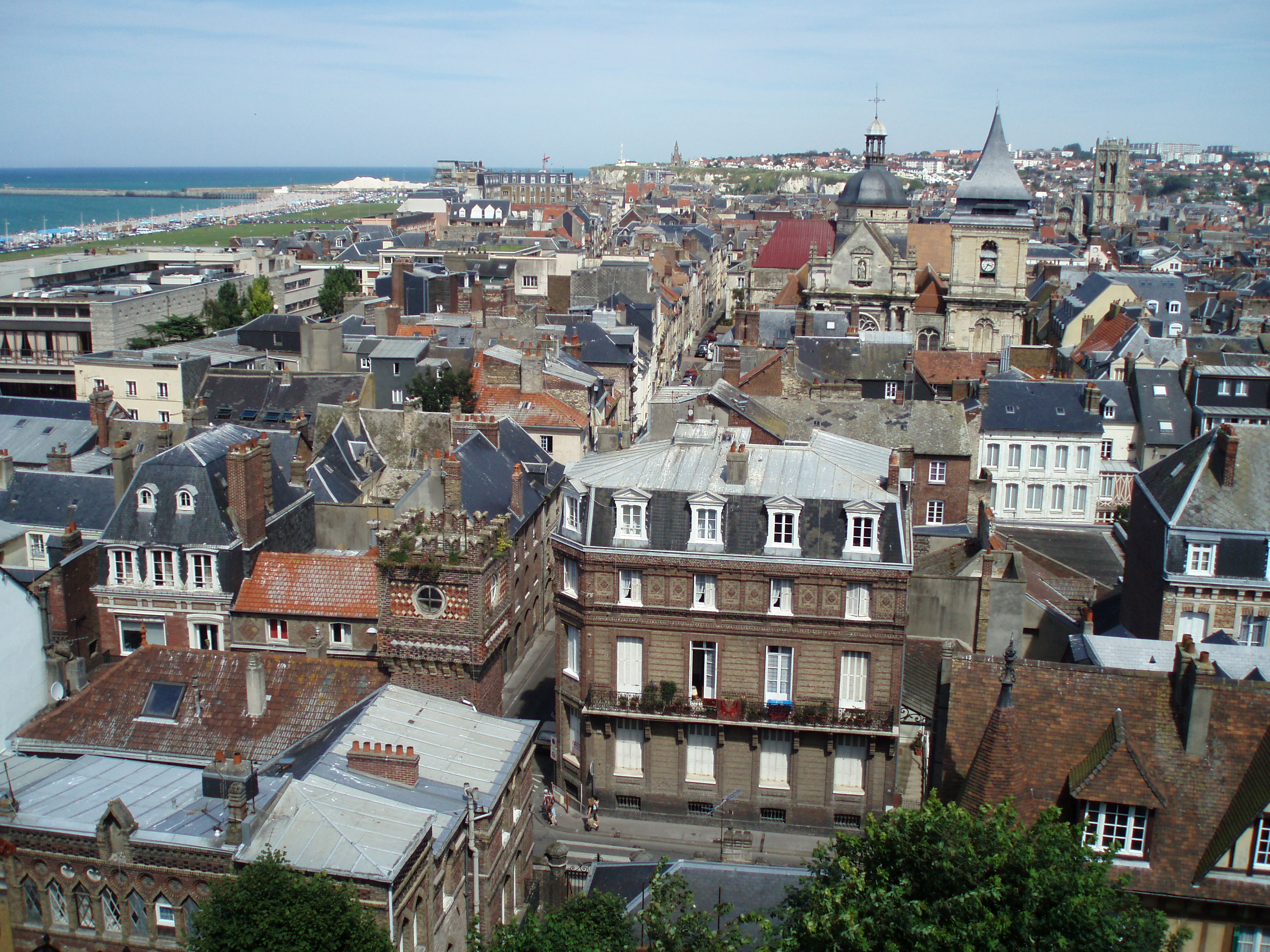
Stadscentrum
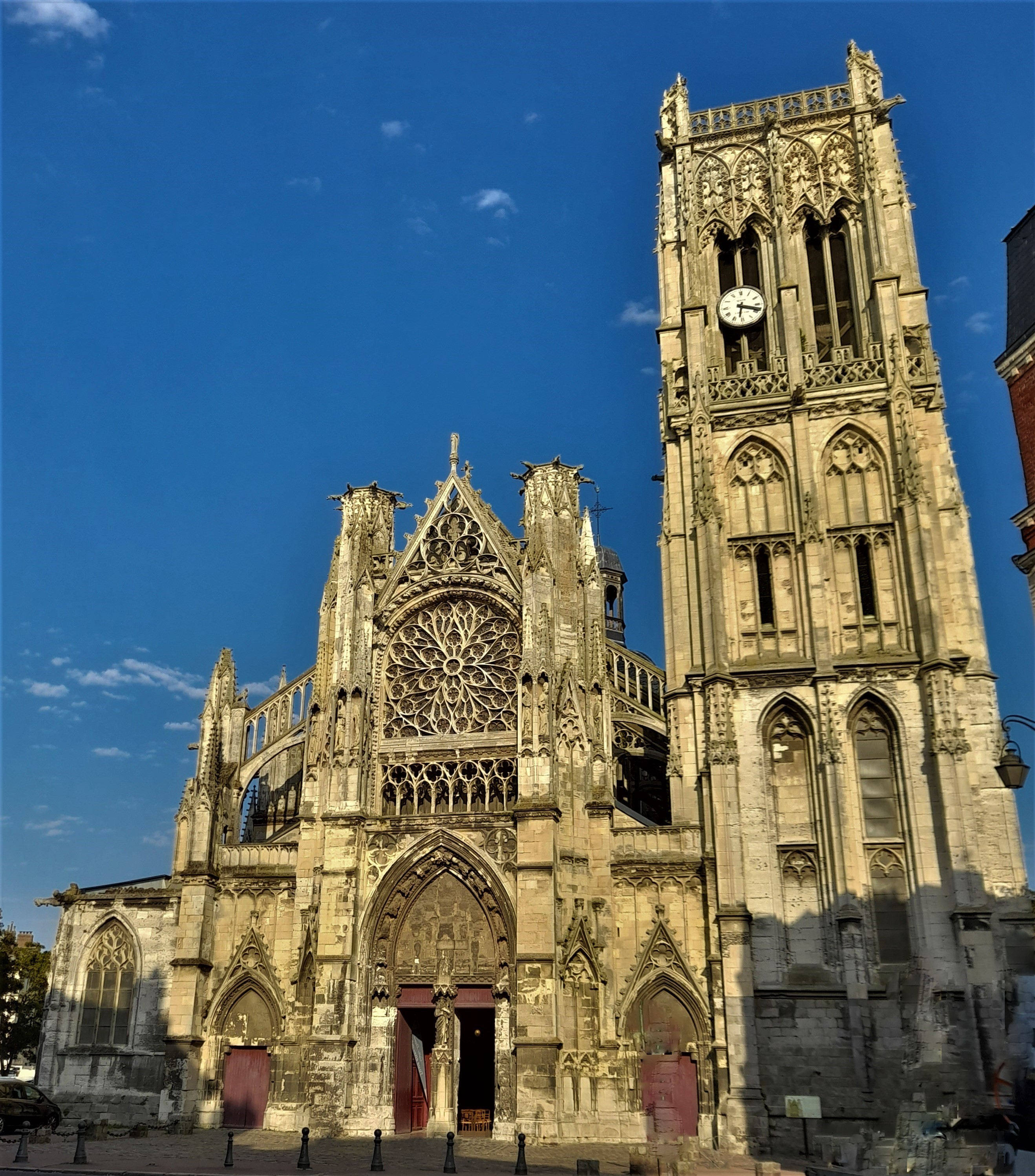
Église Saint-Jacques
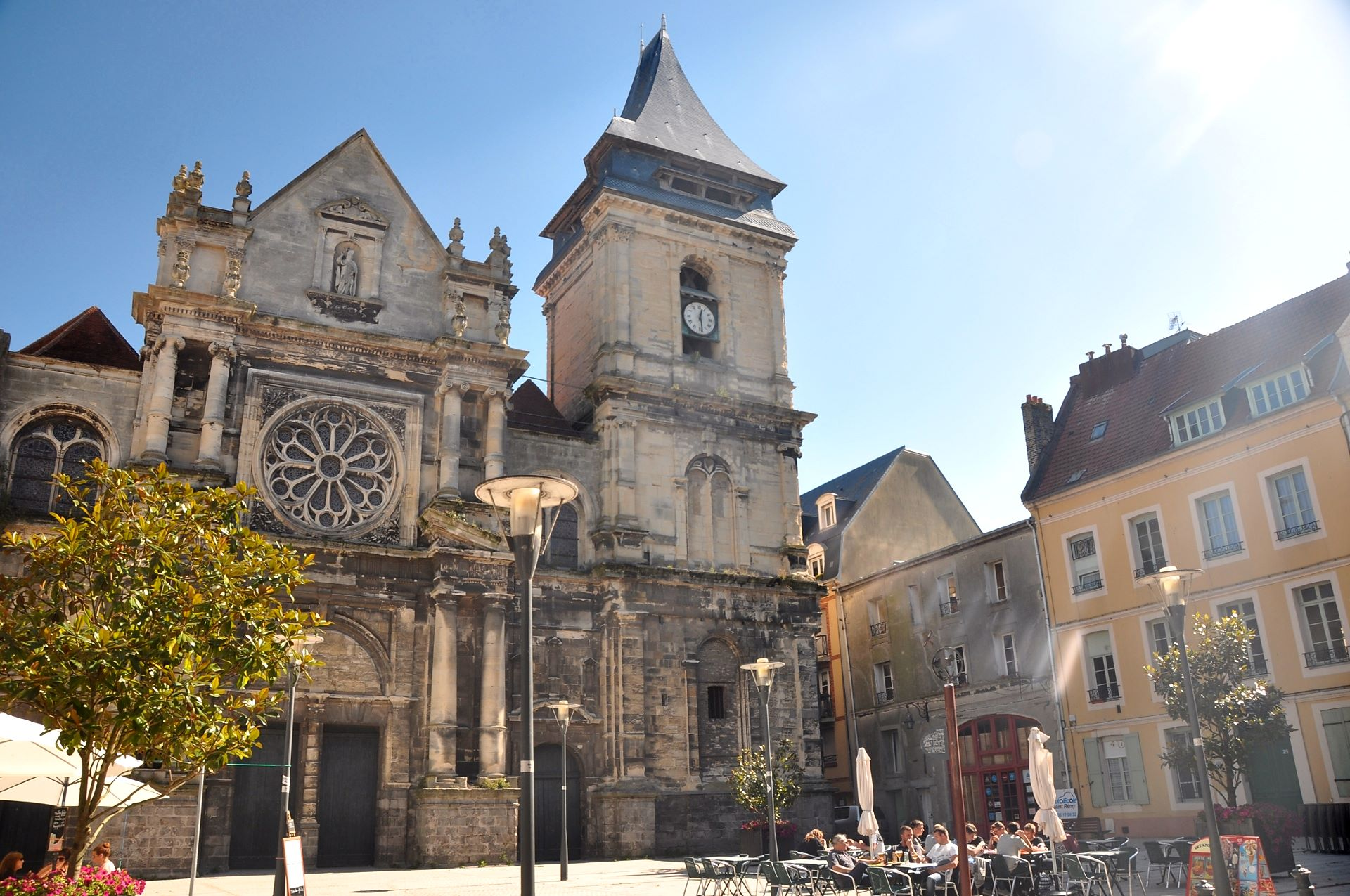
Église Saint-Rémy
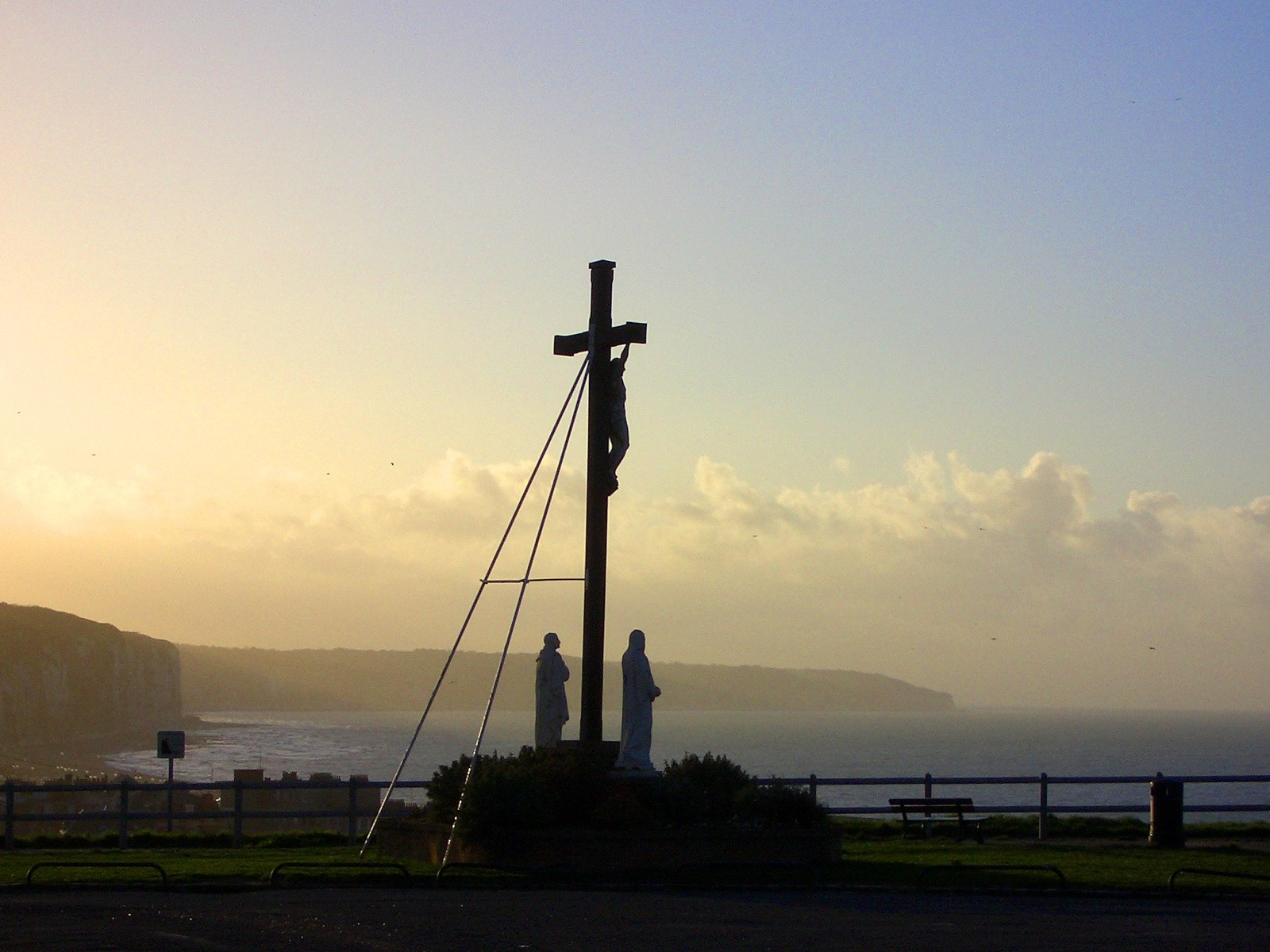
Kruisbeeld

## Sport
Dieppe is negen keer etappeplaats geweest in wielerkoers Ronde van Frankrijk. Dit was voor het eerst het geval in 1927. De Belg Ronny De Witte was in 1974 de voorlopig laatste ritwinnaar in Dieppe.
FC Dieppe is de lokale voetbalclub.

## Geboren
- Jehan Ango (1480-1551), reder en humanist, bewoner van het Manoir d'Ango in Varengeville-sur-Mer
- Thomas Asselijn (ca. 1620-1701), dichter, toneelschrijver
- Pierre Adrien Graillon (1807-1872), schilder, beeldhouwer, illustrator, lithograaf en schrijver
- Louis de Broglie (1892-1987), natuurkundige en Nobelprijswinnaar (1929)
- Valérie Lemercier (1964), actrice, filmregisseur, scenarioschrijfster en zangeres
- Emmanuel Petit (1970), voetballer